# Grieg (släkt)
Grieg (norskt uttal: [ˈɡrɪɡː]) är en norsk släkt, som härstammar från Skottland. Tonsättaren Edward Grieg (1843–1907) tillhörde nämnda släkt.